# ناحیه بیگ کریک، میشیگان
ناحیه بیگ کریک (به انگلیسی: Big Creek Township) یک منطقهٔ مسکونی در ایالات متحده آمریکا است که در شهرستان اسکودا واقع شده‌است.
 ناحیه بیگ کریک  ۲٬۸۲۷ نفر جمعیت دارد و ۳۳۲ متر بالاتر از سطح دریا واقع شده‌است.